# Saanich (Columbia Británica)
Saanich es un municipio distrital canadiense situado en la provincia de Columbia Británica.

## Superficie
Saanich tiene una superficie de 103,59 km².

## Demografía
En 2021, tenía 117 735 habitantes, una densidad poblacional de 1136,6 hab./km², y 50 064 viviendas.